# Amphioplus archeri
Amphioplus archeri är en ormstjärneart som beskrevs av A.M. Clark 1955. Amphioplus archeri ingår i släktet Amphioplus och familjen trådormstjärnor. Inga underarter finns listade i Catalogue of Life.